# 雙城府
双城府，清朝末期设置的府，属于吉林省。
光绪八年（1882年），以双城堡地设双城厅，抚民通判加理事同知衔，治今黑龙江省双城市双城镇。宣统元年（1909年）四月，升为双城府，属西北路道。中华民国二年（1913年）废双城府，改置双城县。